# Venă rectală superioară

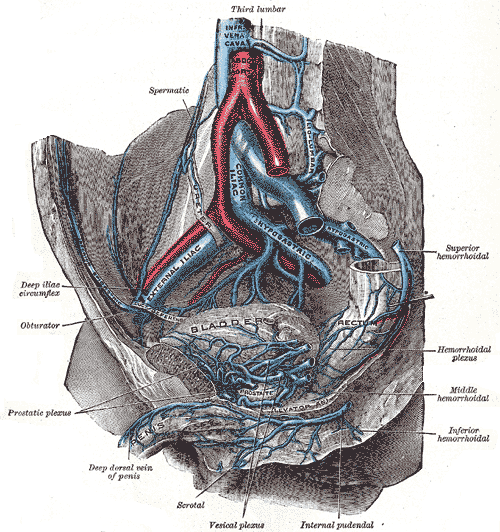
Venele din jumătatea dreaptă a pelvisului bărbatului

Vena mezenterică inferioară începe în rect ca venă rectală superioară (venă hemoroidală superioară), care își are originea în plexul hemoroidal, iar prin acest plex comunică cu venele hemoroidale medii și inferioare. 
Vena rectală superioară părăsește pelvisul inferior și traversează vasele iliace comune stângi împreună cu artera rectală superioară și se continuă în sus ca vena mezenterică inferioară. 